# Баранець Борис Григорович
Бори́с Григо́рович Баране́ць (нар. 22 липня 1986, Львів) — український футболіст і тренер. Тренер клубної академії «Руху».

## Кар'єра
Вихованець ДЮСШ «Карпати» (Львів), куди його відвела мати. Перший тренер — Микола Дударенко.
Навесні 2003 року виступав за львівський футзальний клуб «Інвар-Старт».
Дебютував у професіональних футбольних змаганнях 26 липня 2003 року у матчі між «Вересом» та «Галичиною-Карпатами». Перший гол забив 2 квітня 2004 року в матчі «Галичина-Карпати» — «Борисфен-2».
Розпочинав кар'єру, граючи за «Галичину-Карпати» та «Карпати-2». Звідти він був відданий до івано-франківського «Спартака», який боровся за виживання, звідки у зимову перерву він перейшов до стрийського «Газовика-Скали».
12 липня 2008 року провів свій перший матч у Прем'єр-лізі проти донецького «Шахтаря». За сезон 2008—2009 забив 2 голи. Провів 29 матчів у Прем'єр-лізі, 2 матчі в Кубку України.
З липня 2010 року — гравець львівських «Карпат». На початку 2011 року підписав контракт з київською «Оболонню».
На початку 2013 року разом з братом Григорієм і другом Ігорем Ільківим підписав контракт з тернопільською «Нивою».
Улітку 2016 року став гравцем «Руха» (Винники).

## Приватне життя
Має брата-близнюка Григорія. Дружина Христина.